# Sistema Nacional de Televisión
O Sistema Nacional de Televisión, mais conhecido como Canal 9 ou SNT, é uma rede de televisão paraguaia de cobertura nacional, surgida do primeiro canal de televisão do Paraguai, o Canal 9, também conhecida como TV Cerro Corá, sendo este até hoje o canal cabeça do Sistema Nacional de Televisión. O alcance estimado é de 4.000.000 de habitantes, correspondendo a 91,3% da população total.

## Canais de televisão e cobertura

### Cobertura internacional
O Sistema Nacional de Televisión transmite através do satélite SatMex 6 / C2 en formato DVB.

### Cobertura nacional
1. Canal 9 TV Cerro Corá - Assunção: Dep. Pdte. Hayes – Dep. Cordillera – Dep. Paraguarí - Dep. Caaguazú – Dep. San Pedro
2. Canal 8 Ciudad del Este: J.E. O’Leary - Ñacunday - Ytakyry – Pte. Franco - Domingo Martiínez - De Irala – J.L Mallorquín - Hernandarias
3. Canal 7 Encarnación: Bella Vista - Cambyretá - Cap. Meza – V. Matiauda - C. Del Paraná – Cnel. Bogado – Col. Fram - Gral. Artigas - Gral. Delgado – Col. Hohenau – Jesús - Obligado - San Cosme – S.P Del Paraná – Trinidad.
4. Canal 12 Villarrica (Repetidora): Cnel. Oviedo – Caaguazú – Repatriación – Abaí - S.J. Nepomuceno – Buena Vista – Caazapá – Maciel - Iturbe – Borja – Cnel. Martínez – Yatayty – N. Talavera - Félix P. Cardozo – San Salvador – M. J. Troche - Gral. Garay – Mbocayaty – Numí – Fassardi - Itapé
5. Canal 7 Pilar (Repetidora): S. J Ñeembucú – Tacuara – Guazú Cuá – Isla Umbú - Desmochados – Gral. Díaz – Mayor Martínez – Paso De Patria – Puerto Curupayty – Pto. Ita Corá -Villalbin – Itapirú
6. Canal 10 San Ignacio (Repetidora): San Juan Bautista – San Miguel – Caaupucú – Villa Florida – Santa María – San Ignacio – Santa Rosa - San Patricio – Santiago – Ayolas – Yacyretá - Yabebyry – Gral. Delgado
7. Canal 5 Canindeyú - Salto del Guairá (Repetidora)
8. Canal 11 Concepción (Repetidora)
9. Canal 5 Amambay - Pedro Juan Caballero  (Repetidora)
10. Canal 7 Santaní - (Repetidora)
11. Canal 12  Chaco - Mcal. Estigarribia (Repetidora)
12. Canal 7 Vallemí (Repetidora)